# Віткрофт (Кентуккі)
Віткрофт (англ. Wheatcroft) — місто (англ. city) в США, в окрузі Вебстер штату Кентуккі. Населення — 105 осіб (2020).

## Географія
Віткрофт розташований за координатами 37°29′21″ пн. ш. 87°51′40″ зх. д. / 37.48917° пн. ш. 87.86111° зх. д. (37.489269, -87.861185).  За даними Бюро перепису населення США в 2010 році місто мало площу 0,64 км², уся площа — суходіл.

## Демографія
Згідно з переписом 2010 року, у місті мешкало 160 осіб у 66 домогосподарствах у складі 43 родин. Густота населення становила 251 особа/км².  Було 75 помешкань (118/км²).
Расовий склад населення:
| - 94,4 % — білих - 1,3 % — чорних або афроамериканців |

До двох чи більше рас належало 4,4 %. Частка іспаномовних становила 0,0 % від усіх жителів.
За віковим діапазоном населення розподілялося таким чином: 27,5 % — особи молодші 18 років, 58,7 % — особи у віці 18—64 років, 13,8 % — особи у віці 65 років та старші. Медіана віку мешканця становила 40,0 року. На 100 осіб жіночої статі у місті припадало 102,5 чоловіків;  на 100 жінок у віці від 18 років та старших — 93,3 чоловіків також старших 18 років.
Середній дохід на одне домашнє господарство  становив 35 022 долари США (медіана — 25 625), а середній дохід на одну сім'ю — 44 666 доларів (медіана — 39 688). Медіана доходів становила 56 250 доларів для чоловіків та 19 167 доларів для жінок. За межею бідності перебувало 32,0 % осіб, у тому числі 53,8 % дітей у віці до 18 років та 7,7 % осіб у віці 65 років та старших.
Цивільне працевлаштоване населення становило 51 осіб. Основні галузі зайнятості: освіта, охорона здоров'я та соціальна допомога — 52,9 %, виробництво — 19,6 %, сільське господарство, лісництво, риболовля — 15,7 %.